# Vimma
Vimma (Vimba vimba) är en art i familjen karpfiskar.

## Utseende
Vimman har mer långsmal kropp än braxen och björknan. Den når vanligtvis en längd mellan 25 och 30 centimeter, i sällsynta fall upp till 50 centimeter. Fisken blir 5 till 10 centimeter hög och väger mellan 700 och 1 000 gram. Munnen är förlängd och liknar en näsa. Ögonen är jämförelsevis stora. Ryggfenan har 11 till 12 strålar och den tredje strålen bildar en tagg. Analfenan har 19 till 25 strålar inklusive 3 taggar. Stjärtfenan har en typisk inbuktning och 19 strålar. Längs sidolinjen finns 53 till 63 fjäll.
Vimman är silverfärgad med röda fenbaser. Under leken byter hanen färg och får svart kropp med orangeröd mage. Bröst, buken och analfenan är gulaktiga.

## Utbredning
Arten förekommer i grupper på bottnen av långsamt flytande stora floder som mynnar i Nordsjön, Östersjön, Svarta havet och Kaspiska havet. I norr finns den i södra Finland och södra Sverige men den saknas i Danmark. Vimman stannar antingen alltid i samma flodområde eller utför vandringar. Ibland finns arten i bräckt vatten.

## Föda
Födan är smådjur som maskar, insektslarver, musslor och snäckor. Bytet hittas i närheten av strandlinjen. Ibland äter vimman vegetariska ämnen.

## Fortplantning
Under lektiden som ligger mellan april och slutet av juni utför vimman vandringar mot flodens strömning. Rommen och mjölken avsöndras i grunda zoner som kan ha mycket växtlighet. Äggläggningen sker alltid nattetid och i flera faser. En hona lägger sammanlagt 80 000 till 300 000 klibbiga ägg med en diameter av 1,4 millimeter. Efter parningsleken vandrar de vuxna fiskarna tillbaka. Larverna utvecklas på flodbottnen.

## Hot och skyddsåtgärder
I vissa delar av artens levnadsområde blev vimman sällsynt och det infördes därför fångstförbud. Nu har arten återhämtat sig och inskränkningarna för fiske har tagits bort. Enligt IUCN är arten inte hotad.

## Namn
Vimmans svenska namn (med äldre form vimba), varav även det vetenskapliga namnet, tros vara ett lån från finska vimpa. Dialektalt kallas den även för strävling, särta och ådragare.